# Tarso Brant
Tarso Alexandre da Silva Borges, mais conhecido como Tarso Brant (Belo Horizonte, 7 de fevereiro de 1993), é um ator e modelo transgênero brasileiro.

## Biografia
Nascida Tereza Cristhina da Silva Borges, Tarso nasceu em Belo Horizonte, Tornou-se nacionalmente conhecido, após exibir sua transição de gênero em suas redes sociais. Dado que, na época, o tema ainda era um grande tabu, ele decidiu participar de diversos programas de entretenimento e de debates, para falar abertamente sobre o assunto. Em 2017, Tarso auxiliou a escritora Glória Perez na criação de um personagem trans para a novela A Força do Querer da TV Globo. Em 2021, Tarso foi confirmado como um dos participantes da sétima temporada do De Férias com o Ex Brasil, da MTV, tornando-se  o primeiro participante transgênero do programa.

## Carreira

### Televisão
| Ano  | Título                    | Papel        | Notas                 | Emissora           |
| ---- | ------------------------- | ------------ | --------------------- | ------------------ |
| 2017 | A Força do Querer         | Ele mesmo    | Participação especial | TV Globo           |
| 2019 | Verão 90                  | Ivo          | Participação especial | TV Globo           |
| 2021 | De Férias Com o Ex Brasil | Participante | Temporada 7           | MTV Brasil         |
| 2023 | Feliz Ano Novo... De Novo | Alan         |                       | Amazon Prime Video |

### Teatro
| Ano  | Título                 | Papel           |
| ---- | ---------------------- | --------------- |
| 2016 | A casa da mãe Joana    | Ele mesmo       |
| 2017 | Uma Linda KuaZe Mulher | Ricardo Geraldo |
| 2017 | Mamãe Voltou           | Jorginho        |

### Internet
| Ano               | Título          | Papel     | Nota                          |
| ----------------- | --------------- | --------- | ----------------------------- |
| 2016 - Atualmente | Blog Ele ou Ela | Ele Mesmo | Apresentador                  |
| 2017              | Kids 4 Teen     | Nareba    | Elenco Principal / Web Novela |

### Literatura
| Ano  | Título      |
| ---- | ----------- |
| 2017 | Vidas Trans |

Videoclipes
| Ano  | Título   | Artista        |
| ---- | -------- | -------------- |
| 2016 | Mentiras | Felipe e Nanda |
| 2016 | Oh Tainá | Tainá Felipe   |